# Hubert Landais
Pour les articles homonymes, voir Landais.
Hubert Landais, né à Paris le 22 mars 1921 et mort à Saumur le 28 juillet 2006, est un conservateur, historien d'art et administrateur de musées français.

## Parcours
Né à Paris, Hubert Landais grandit près de Saumur et restera attaché à l'Anjou toute sa vie.
Après des études à l'Université catholique d'Angers, il entre à l'École nationale des chartes où il prépare une thèse intitulée Étude sur la géographie, l'histoire et l'administration de l'Anjou au XIIIe siècle, soutenue en 1946.
Recommandé par Marcel Aubert auprès de Pierre Verlet, il entre ensuite, toujours en 1946, au musée du Louvre en tant que chargé de mission du département des Objets d’Arts. Il soutient sa thèse d'École du Louvre sur L'histoire des collections, sous la direction de Gaston Brière, puis devient, en 1948, conservateur dans ce même département jusqu'en 1962. Il en prendra par la suite, un temps, la direction (1965-1968).
En 1962, il entre à la Direction des Musées de France (DMF), un service du ministère de la Culture. D'abord adjoint des directeurs Jean Chatelain puis Emmanuel de Margerie, il a notamment en charge la Conservation dans les musées ainsi que la réorganisation de la Réunion des Musées Nationaux. De 1977 à 1987, devenu Directeur de la DMF, il administre plusieurs grands travaux : musée Picasso, musée d'Orsay et premiers travaux du Grand Louvre. Au moment de sa retraite, en 1987, la RMN édite une collection d'essais intitulée Hommage à Hubert Landais.
Président du comité français du Conseil international des musées (The International Council of Museums, ICOM), de 1974 à 1977, puis président de l'ICOM de 1977 à 1983, il réorganisa et professionnalisa l'organisation et fut à l'origine d'une Journée internationale des musées, chaque année autour du 18 mai ; de la création d'un comité pour la restitution ou le retour de biens culturels à leurs pays d'origine ; et de la décision d'élaborer un traité de muséologie. Il fut également, de 1990 à 1996, président du comité de déontologie de l'ICOM.
Outre ses qualités d'administrateur, Hubert Landais était médiéviste, spécialiste des bronzes de la Renaissance, de la porcelaine, de l'histoire des collections et de l'histoire de Saumur. Enseignant à l'École du Louvre, il en fut également le directeur de 1977 à 1987.

## Distinction
- Grand officier de la Légion d'honneur, le 31 décembre 1991[10].
- Commandeur de l'ordre national du Mérite, le 20 juillet 1983[11].
- Commandeur de l'ordre des Arts et des Lettres
- Membre d'honneur de l'International Council of Museums, ICOM[8].

## Lieu portant son nom
- Le parking du Château de Saumur se trouve Esplanade Hubert-Landais[12].

## Œuvres
- Les Bronzes italiens de la Renaissance, 1958
- Chefs-d'œuvre romans des musées de province, 1958
- Saumur et sa région, 1959 (en collab.)
- La Porcelaine française, XVIIIe siècle, 1963
- Histoire de Saumur, 1997 (dir.)